# Luoghi delle Cronache del ghiaccio e del fuoco
La serie Cronache del ghiaccio e del fuoco è ambientata in due continenti immaginari: il Continente Orientale (Essos nell'edizione originale) ed il Continente Occidentale (Westeros nell'edizione originale).

## Westeros
Westeros è il Continente Occidentale, nel quale si svolgono quasi interamente le vicende della saga, eccetto quelle di Daenerys Targaryen, ambientate inizialmente ad Essos.
Westeros è diviso in due parti, note semplicemente come Nord e Sud, separate da un lembo di terra detto "Incollatura".
Ad ovest, il continente si affaccia sul Mare del Tramonto, un oceano che costituisce il limite del mondo conosciuto, mentre a sud il continente è lambito dal Mare dell’Estate. Verso est si trova invece il Continente Orientale, Essos, separato da quello occidentale dal Mare Stretto.
All'Estremo Nord, al confine con le Terre dell'Eterno Inverno, si erge un colossale muro di ghiaccio, detto la Barriera, edificato dagli uomini per difendere il reame dalle creature che vivono al di là di esso.
Anticamente, il continente di Westeros era diviso in Sette Regni che, però, nel corso del tempo, furono sottomessi ad un unico re, il quale risiede tuttora nella capitale: Approdo del Re. 

### Mare Stretto
Il Mare Stretto (Narrow Sea) è il mare che divide Westeros dal Continente Orientale di Essos.
Il Mare Stretto si collega al Mare dei Brividi a nord (mare molto freddo, che comincia dalle terre oltre la Barriera e che si estende verso est, verso il Continente Orientale), al Mare di Dorne a sud (situato tra Dorne, che costituisce la costa meridionale, e Capo Tempesta, che costituisce la costa settentrionale), al Mare di Myrth ad est (situato verso le città libere) e al Mare dell'Estate ad ovest (situato attorno alle Isole dell’Estate): le isole Stepstones lo separano proprio da questo mare.

### Le Terre della Corona
Le Terre della Corona (Crownlands) sono sempre state contese tra le Terre dei Fiumi, le Terre della Tempesta ed altre regioni, per questo motivo non sono mai state un regno sovrano fino all'arrivo di Aegon I Targaryen, che prese possesso della zona durante la Guerra di Conquista e ne fece il punto d’appoggio principale per la sua campagna di unificazione di Westeros. Da quel momento in poi, le Terre della Corona sono governate direttamente dalla famiglia reale.
I centri principali delle Terre della Corona sono Duskendale e Rosby, oltre alla capitale, Approdo del Re.
“Waters” è uno dei più comuni cognomi dati in queste terre ai figli nati bastardi.

#### Approdo del Re

Approdo del Re nella serie TV

Approdo del Re (King's Landing) è la capitale dei Sette Regni ed è la maggior città di Westeros. Infatti, il suo porto è il più importante del continente.
La città è approssimativamente di forma rettangolare. Le strade sono larghe e sono comuni i viali alberati. Le mura hanno sette porte: la Porta del Re, la Porta di Ferro, la Porta del Fango, la Porta dei Leoni, la Porta degli Dèi, la Porta del Drago e la Porta Vecchia. Le porte sono sette poiché sette, in questo universo fantastico, è un numero sacro.
La città si affaccia a sud sul fiume delle Rapide Nere, ad est sulla Baia delle Acque Nere e ad ovest sul Mare Stretto.
All'interno delle sue mura ci sono tre alte colline che prendono il nome di Aegon il Conquistatore e delle sue due sorelle: Visenya e Rhaenys Targaryen. Sulla Collina di Aegon si trova la Fortezza Rossa, il palazzo reale. Gli altri templi ed edifici più importanti si trovano invece sulle altre due colline. La baraccopoli dove vive la parte più povera della popolazione si trova ai piedi della Collina di Visenya e prende il nome di "Fondo delle Pulci". I benestanti vivono invece alle pendici della Collina di Rhaenys e nei pressi della Porta Vecchia.
Prima della sua fondazione, Approdo del Re era una vasta pianura contesa tra varie casate. Quando Aegon il Drago vi sbarcò, costruì qui il suo avamposto fortificato e, completata la conquista del continente, decise di fare di quella fortezza di terra e fango la sua capitale. Negli anni, la città si ampliò rapidamente, subendo un continuo incremento della popolazione. I re Targaryen costruirono vari templi e la Fortezza Rossa, completata durante il regno di re Maegor il Crudele.
Nel corso del tempo, numerose catastrofi e guerre hanno minacciato la città:
- durante la Ribellione Blackfyre, l'esercito del fratellastro bastardo di re Daeron II il Buono minacciò la capitale, ma fu prontamente fermato nella Battaglia del Campo Rosso Sangue;
- durante la Grande Epidemia di Primavera, quattro abitanti su dieci furono uccisi dalla pestilenza;
- durante la guerra civile nota come Ribellione di Robert Baratheon, la città rischiò di essere distrutta con l’altofuoco per volere di re Aerys II il Folle, pur di non lasciarla ai ribelli, ma fortunatamente fu salvata dalle truppe Lannister, che tuttavia la saccheggiarono.

I luoghi principali della città sono:

##### La Fortezza Rossa
La Fortezza Rossa (Red Keep) è il castello reale, che funge da residenza del Re degli Andali, dei Rhoynar e dei Primi Uomini, della sua famiglia e della sua corte, nonché sede del Governo dei Sette Regni.
 È situata all'interno di Approdo del Re, la capitale di Westeros, e si erge sopra ad un promontorio, la Collina di Aegon, che si affaccia sulla Baia delle Acque Nere e sul Mare Stretto.
La sua costruzione fu completata durante il regno di re Maegor il Crudele ed è stata edificata nel luogo dove un tempo si trovava il Forte Aegon, la vecchia residenza dei primi monarchi Targaryen.
Tra i principali monarchi che risiedettero all'interno della Fortezza Rossa dopo la deposizione di Aerys II Targaryen e della sua dinastia si ricordano re Robert Baratheon, re Joffrey Baratheon, re Tommen Baratheon e l’attuale sovrano, re Bran Stark.

##### Il Palazzo dell'Ordine degli Alchimisti
Si tratta della sede della "Gilda degli Alchimisti" (Alchemists’ Guild), situata non distante dal Grande Tempio di Baelor. Nei suoi sotterranei si sviluppa una struttura segreta, sede dei laboratori dove gli alchimisti producono anche l'altofuoco, una sostanza liquida ed esplosiva, molto potente.
La Gilda degli Alchimisti è un'antica società di eruditi, chiamati anche Piromanti, che si crede abbiano sviluppato anche talune capacità magiche grazie ai loro studi.
In tempi più recenti, il loro ruolo e la loro importanza sono stati ampiamente ridimensionati dall'attività dei Maestri della Cittadella in quasi ogni campo dello scibile nel Continente Occidentale.

##### Il Fondo delle Pulci
Il Fondo delle Pulci (Flea Bottom) è la grande baraccopoli di Approdo del Re. Ha bancarelle lungo tutti i suoi vicoli, che distribuiscono il cibo (principalmente carne di topi o piccioni) ai poverissimi abitanti della capitale.
Questa zona è costituita soprattutto da porcilaie e stalle, capannoni e bordelli.

##### Il Grande Tempio di Baelor
Il Grande Tempio di Baelor (Great Sept of Baelor), chiamato anche semplicemente Tempio di Baelor, è il centro del culto religioso della Fede dei Sette Dèi ed è la sede, nonché la dimora, dell'Alto Septon in persona, il sommo officiante di tale culto.
Si trova ad Approdo del Re, sulla Collina di Visenya, ed è uno dei più grandi edifici della città, assieme alla Fortezza Rossa e alla Fossa del Drago. Vi si tengono grandi cerimonie religiose, come matrimoni e funerali, sia per la gente comune che per le famiglie altolocate, come persino la famiglia reale.
Il Tempio prende il nome da re Baelor I Targaryen, un re noto per la sua religiosità e pacifismo, che ne ordinò la costruzione. Una statua che rappresenta re Baelor è situata nella piazza che si trova di fronte all'edificio.
Nella serie TV, il tempio viene completamente distrutto da un'esplosione di altofuoco nel 303 D.C., al termine del breve regime teocratico dell'Alto Passero.

##### La Fossa del Drago
La Fossa del Drago (Dragonpit) era un'enorme costruzione sormontata da una gigantesca cupola, che ospitava una grande sala pubblica e nei cui sotterranei, costituiti da ampie caverne, erano tenuti i numerosi draghi dei Targaryen.
Andata in rovina col tempo, si trova sulla Collina di Rhaenys.

##### Baia delle Acque Nere
La Baia delle Acque Nere (Black Water Bay) è un profondo golfo che dalla foce del fiume Rapide Nere si estende verso oriente per circa trecento miglia, fino ad aprirsi sul Mare Stretto. Nel suo punto più ampio, presso l'imboccatura, la baia si estende in senso latitudinale per poco più di duecento miglia.
A nord è delimitata da Punta della Chela Spezzata, mentre a sud è chiusa dalle coste delle Terre della Corona e delle Terre della Tempesta, toccando in alcuni punti l'estremità settentrionale del Bosco del Re.
All'estremità orientale dell'insenatura, dove questa incontra il Mare Stretto, è situato l'arcipelago dominato da Roccia del Drago.

#### Roccia del Drago
Roccia del Drago (Dragonstone) è il nome dell'isola, e della fortezza omonima, situata all'entrata della Baia delle Acque Nere. Il castello, il quale è modellato in modo da assomigliare ad un drago di pietra, è l'insediamento originario, nel Continente Occidentale, della nobile Casa Targaryen, che lo ha colonizzato e fortificato come avamposto occidentale della Libera Fortezza di Valyria.
Dopo la conquista dei Sette Regni da parte dei Targaryen, l'isola venne utilizzata come insediamento dell'erede al trono, designato come “Principe di Roccia del Drago”.
In seguito alla sconfitta dei Targaryen nella Ribellione, Robert Baratheon donò l'isola a suo fratello minore, Stannis, dando inizio alla dinastia di Casa Baratheon di Roccia del Drago.
Il castello situato su tale isola viene spesso considerato macabro ed oscuro.
Su Roccia del Drago è presente un vulcano attivo, il Monte del Drago, dove in passato i draghi non aggiogati a nessun cavaliere stabilivano la propria tana; sotto la montagna, inoltre, ci sono ricchi depositi di ossidiana.

#### Driftmark
Driftmark è un'isola-stato che si trova a sud-ovest di Roccia del Drago. È la più grande isola situata nella Baia delle Acque Nere ed è il seggio di Casa Velaryon, una casata di antico sangue valyriano approdata sul Continente Occidentale insieme ai Targaryen, che ha prosperato grazie al controllo delle rotte commerciali, garantito dalla sua potente flotta navale.
Il castello di Driftmark è la sede storica del Trono di Legno, su cui siede il Lord delle Maree, ossia il capo di Casa Velaryon; in seguito, il Trono è stato trasferito nel castello di Altamarea, fatto costruire da lord Corlys Velaryon.

### Il Nord
Il Nord (The North), ovvero la metà di Westeros che si trova tra l'Incollatura e la Barriera, è un unico regno, che si dice sia grande come tutti gli altri sei messi assieme, governato dalla nobile casata degli Stark.
Il Nord è l'unica regione a non essere mai stata conquistata dagli Andali, pertanto i suoi abitanti seguono ancora le tradizioni e le credenze dei Primi Uomini.
Il clima è freddo e rigido, rendendo così il Nord una terra inospitale, soprattutto durante gli inverni.
Il capoluogo è Grande Inverno e la città principale è Porto Bianco, situata al confine con il Sud.
“Snow” è il cognome utilizzato in questo regno per i figli nati bastardi.

#### Grande Inverno
Grande Inverno (Winterfell), il capoluogo del Nord, non è una vera e propria città: è costituita soprattutto dalla fortezza degli Stark, circondata da qualche insediamento. Si trova al centro del regno del Nord, lungo la Strada del Re, la strada che collega Approdo del Re con la Barriera.
Presumibilmente, il castello fu costruito da re Brandon Stark, detto "il Costruttore", più di otto mila anni fa, con l'aiuto di alcuni giganti.
Durante la Guerra dei Cinque Re, Grande Inverno cade nelle mani dei Greyjoy dopo un attacco a sorpresa, ma ben presto viene riconquistato dagli alfieri degli Stark.
In seguito alle Nozze Rosse e al matrimonio tra Ramsay Bolton e la finta Arya Stark, il castello cade sotto il controllo dei Bolton.
Grande Inverno è stato costruito intorno ad un Parco degli Dèi risalente all'epoca dei Figli della Foresta, a sua volta costruito sopra a delle sorgenti calde naturali, che garantiscono così, grazie ad un sofisticato sistema idraulico, perenne riscaldamento alla fortezza, rendendo Grande Inverno uno dei castelli più confortevoli del Nord.
All'interno delle sue mura, il complesso è composto da decine di piccoli cortili e spazi aperti.
Dal complesso del castello principale spicca un'ulteriore roccaforte interna, la Fortezza Grande, al cui interno vi sono gli alloggi della famiglia Stark, la sala del trono, la "Sala Grande" e la sala dei ricevimenti.
Sotto a Grande Inverno si trovano le cripte dove sono sepolti tutti gli Stark del passato.

#### Porto Bianco
Porto Bianco (White Harbor) è la principale città del Nord, sede di Casa Manderly, situata al confine con il Sud e, per questo motivo, fortemente influenzata sia dalla cultura del Nord sia da quella del Sud.
La città è divisa in due parti: una periferia, lungo il porto, uno dei più importanti dei Sette Regni, ed una città interna, circondata da imponenti mura, al cui interno si trova la fortezza dei Manderly.
Lungo il mare si trova la cosiddetta Tana del Lupo, un castello abbandonato e trasformato in prigione. Un tempo vi stazionava la flotta del Nord, che fu poi bruciata da uno Stark.
Nonostante sia la città più grande del Nord, Porto Bianco è molto più piccola rispetto ad altre città del Continente Occidentale.

#### Forte Terrore
Forte Terrore (The Dreadfort) è il castello e seggio ancestrale di Casa Bolton. Ha una reputazione sinistra, poiché si dice che i Bolton abbiano ancora delle stanze per le torture al suo interno ed una sala speciale dove tengono le pelli tolte ai loro nemici, tra cui quelle di alcuni ex re di Casa Stark (tra le due famiglie c'è da sempre una forte rivalità).
È situato sulle sponde del fiume Acqua Piangente, più vicino alla costa orientale del continente, a nord di Hornwood e a sud di Ultimo Focolare.

#### Moat Cailin
Il Moat Cailin è un'antica fortezza situata sul confine settentrionale della grande palude conosciuta come Incollatura, ed è una delle fortezze più importanti del Nord, anche se ormai è ridotta pressoché in rovina. La sua importanza è dovuta al fatto che controlla la Strada del Re, il percorso sicuro che gli eserciti devono seguire per passare attraverso le paludi dell'Incollatura.
La fortezza è posta su una strettoia naturale, che ha protetto il Nord dagli invasori meridionali per migliaia di anni.

#### Karhold
Karhold si trova nell'estremo est del Nord, vicino alla costa del Mare dei Brividi, ed è il seggio di Casa Karstark.
Il castello venne dato a Karl Stark (un figlio cadetto di tale famiglia) come premio per aver sedato una rivolta dei Bolton ed il suo nome originale era "Kar's Hold", poi diventato, col passare del tempo, Karhold.

#### Isola dell'Orso
Isola dell'Orso (Bear Island) è il seggio storico di Casa Mormont e si trova a nord di Deepwood Motte.
L'isola è ricoperta per la maggior parte di fitte foreste verdeggianti e deve il suo nome ai numerosi orsi presenti.
I Mormont risiedono in un castello situato in cima ad una collina e fatto per la maggior parte di legno.

#### Piazza di Torrhen
È il seggio di Casa Tallhart.
È un castello situato a sud della Foresta del Lupo, a sud-ovest di Grande Inverno e a nord di Barrotown, sulla costa settentrionale di un grande lago.
Il lago sopracitato ha un emissario che si getta poi nella Lancia di Sale.
Il castello ha mura di pietra alte trenta piedi, con torri quadrate ad ogni angolo. Come fortezza, viene considerata molto forte e resistente.

#### Ultimo Focolare
Ultimo Focolare (Last Hearth) è il seggio storico di Casa Umber.
Si trova in una foresta ad est della Strada del Re, a nord del fiume Last e a nord-est di Long Lake.
Con l'eccezione dei castelli dei Guardiani della Notte, Ultimo Focolare è il castello più settentrionale di tutto Westeros (da qui il suo nome).

### Le Terre dei Fiumi
Le Terre dei Fiumi (The Riverlands), dominate da Casa Tully, rappresentano il regno che collega l'Incollatura con il Sud di Westeros.
Come suggerisce lo stesso nome, le Terre dei Fiumi sono ricche di corsi d'acqua, i cui principali sono i tre fiumi che formano il Tridente: la Forca Rossa, la Forca Verde e la Forca Blu. Il territorio è anche ricco di pianure, colline e foreste. A nord, però, il territorio diventa paludoso.
Questa regione è molto ricca e fertile; non vi sono, però, importanti città, bensì numerosi centri abitati e villaggi di dimensioni medie.
Il capoluogo è Delta delle Acque, castello sede di Casa Tully.
A causa della sua posizione centrale nel continente e alla mancanza di confini naturali, la regione è stata molto spesso teatro di battaglie nel corso dei secoli. Per questo motivo, prima della Conquista di Aegon, le Terre dei Fiumi non hanno mai avuto un governo stabile.
“Rivers” è il cognome utilizzato in queste terre per i figli nati bastardi.

#### Delta delle Acque
Delta delle Acque (Riverrun) è la roccaforte di Casa Tully, costituita unicamente dal loro castello, situato all'incrocio dei fiumi "Forca Rossa" e "Tumblestone". Il castello ha forti mura di arenaria, con un unico torrione e catapulte sulle mura. 
Il castello si trova alla punta estrema del lembo di terra in cui il Tumblestone confluisce nella Forca Rossa del Tridente. I due fiumi formano due lati di un triangolo. In caso di minaccia, i Tully aprono le chiuse a monte e inondano un vasto fossato, il terzo lato del triangolo: Delta delle Acque si tramuta quindi in un'isola e le sue mura s'innalzano direttamente dall'acqua. Dalla cima delle torri, i difensori hanno una visuale delle sponde opposte per intere leghe attorno. Per chiudere tutti gli accessi, gli assedianti sono costretti a collocare un campo a nord del Tumblestone, un secondo a sud della Forca Rossa e un terzo in mezzo ai due fiumi, a occidente del fossato. 
Il castello, a detta di molti, è uno dei più sicuri e robusti dei Sette Regni, nonché uno dei più inespugnabili. 

#### Le Torri Gemelle
Le Torri Gemelle (The Twins), chiamate anche Il Guado, sono il seggio di Casa Frey, poste nella zona settentrionale delle Terre dei Fiumi.
Le Torri Gemelle hanno un ponte fortificato che taglia in due la Forca Verde del Tridente, due castelli identici posti ad ogni estremità ed una torre posizionata in mezzo al ponte che le collega. Per passare bisogna pagare una specie di pedaggio alla famiglia Frey.

#### Harrenhal
Harrenhal è il castello più grande dei Sette Regni e attualmente è il seggio della Casa Baelish: è situato nelle Terre dei Fiumi, sulla costa settentrionale del lago chiamato Occhio degli Dèi.
Fu costruito da Harren il Nero, antico re delle Isole di Ferro e delle Terre dei Fiumi, come monumento alla sua grandezza. Dopo lo sterminio di Harren e della sua famiglia per mano di Aegon il Conquistatore, la fortezza ha cambiato numerosi padroni, finendo nelle mani dei Qoherys, dei Towers, degli Harroway, degli Strong, dei Lothston e dei Whent: tutti i proprietari di Harrenhal sono incappati in eventi sfortunati.
Sin dalla Guerra di Conquista, Harrenhal è un luogo tetro e in rovina.
È grande quasi il triplo di Grande Inverno e i suoi edifici sono così imponenti che difficilmente possono essere paragonati ad altri castelli. Le stalle possono ospitare un migliaio di cavalli, il Parco degli Dei copre trenta acri e le cucine sono ampie quanto la Sala Grande di Grande Inverno. Gran parte della fortezza è però in rovina, diroccata a causa del fuoco dei draghi che l’hanno colpita: i Whent, precedenti proprietari del castello, usavano solo i piani inferiori di due delle cinque torri, avendo abbandonato il resto all'incuria.
Nessuno entra in molte aree del castello da decenni, ormai. I piani alti di alcune torri sono infestati da pipistrelli e, a detta di molti, anche dai fantasmi dei precedenti proprietari.

### Le Isole di Ferro
Le Isole di Ferro (Iron Islands) sono sette isole principali (Pyke, Vecchia Wyk, Grande Wyk, Harlaw, Blacktyde, Orkmont e Saltcliff), più isolotti e scogli vari, situate lungo la costa occidentale del continente, grossomodo al largo delle Terre dell'Ovest, tra il territorio del Nord e quello dei Lannister. 
Le isole sono abitate dagli Uomini di Ferro, discendenti dei Primi Uomini e degli Andali, come gli altri abitanti di Westeros, ma, grazie al loro isolamento, hanno mantenuto tradizioni, usi e costumi differenti ed una religione completamente diversa, basata sul Dio Abissale, una divinità marina che vive negli abissi e che pretende sacrifici umani dai suoi adepti. 
Gli abitanti di questo arcipelago, un tempo, praticavano le incursioni a scopo di razzia lungo le coste occidentali di tutto il continente e tentarono anche di conquistarlo interamente prima dell'arrivo dei Targaryen e dei loro draghi. Si sono inoltre ribellati nel 5º anno del regno di Robert Baratheon, cercando di ritornare alla "vecchia via", fallendo miseramente. 

#### Pyke
Pyke è un castello situato sull'omonima isola, una delle sette che compongono l'arcipelago delle Isole di Ferro.
È il seggio della Casa Greyjoy, la casata principale della regione.
“Pyke” è anche il cognome dei figli illegittimi nati alle Isole di Ferro.

### Le Terre dell'Ovest
Le Terre dell'Ovest (The Westerlands), dominate dalla Casa Lannister, costituiscono una delle regioni più ricche dell’intero continente, grazie alla massiccia presenza di miniere di metalli preziosi.
Il territorio è prevalentemente collinare, motivo per cui il cognome dei figli nati bastardi, in queste zone, è “Hill”.
La principale città è Lannisport, una delle più grandi città del regno, situata ai piedi della fortezza di Castel Granito, sede di Casa Lannister.

#### Lannisport
Lannisport è una delle città principali dei Sette Regni, situata sulla costa ovest. Il suo porto è tra i maggiori dei Sette Regni ed è qui che è ospitata la flotta dei Lannister.
La città è famosa anche per i suoi orefici, tra i più bravi dei Sette Regni.
Lannisport è controllata dalla Guardia Cittadina, un corpo di guardia che si distingue da quello di altre città, come Approdo del Re o Vecchia Città, per il fatto di essere molto più addestrato.

#### Castel Granito
Castel Granito (Casterly Rock) è la storica fortezza sede di Casa Lannister. Capoluogo delle Terre dell'Ovest, sovrasta il porto di Lannisport e il Mare del Tramonto.
Il castello non è mai caduto ed è, dopo Harrenhal, la seconda roccaforte più grande del continente.
La fortezza è scavata in una collina rocciosa e, grazie alle sue difese naturali, il castello viene definito inespugnabile. I vari tunnel interni conducono a saloni e camere, ed ha anche un grande torrione posizionato in cima alla collina. Al suo interno sono presenti anche miniere d’oro.
La leggenda vuole che Castel Granito debba il suo nome alla famiglia che lo ha abitato durante l’Età degli Eroi, I Casterly. I Lannister riconducono la loro discendenza a Lann l’Astuto, che ingannò i Casterly attirandoli fuori dal loro castello, per poi farlo suo.

### Le Terre della Tempesta
Le Terre della Tempesta (The Stormlands), situate a sud-est, con capoluogo la fortezza di Capo Tempesta e comprendenti le Isole del Mare Stretto, sono dominate dalla nobile Casa Baratheon.
Queste terre devono il loro nome alle numerose tempeste che si verificano sulle coste e i vari lord di queste zone sono rinomati per la loro abilità guerriera.
Analogamente alle Terre dei Fiumi, non vi sono importanti città, bensì numerosi centri abitati di medie dimensioni.
“Storm” è il cognome utilizzato in queste terre per i figli nati bastardi.

#### Capo Tempesta
Capo Tempesta (Storm's End) è il seggio di Casa Baratheon e, in passato, di Casa Durrandon. La leggenda vuole che sia stata costruita da Durran, primo Re della Tempesta. Egli dichiaró guerra agli dèi, che sterminarono la sua famiglia perché aveva osato prendere in sposa Elenei, figlia degli stessi dèi.
Si dice che, durante la costruzione di Capo Tempesta, Durran sia stato aiutato dai Figli della Foresta, che hanno protetto la sua fortezza con degli incantesimi, nel tentativo di difenderla dalle frequenti tempeste. Altri credono che Durran sia stato consigliato da un giovanissimo Brandon il Costruttore durante la costruzione, ma non si sa quale di queste due versioni sia quella vera.
Capo Tempesta è una delle fortezze più imponenti e importanti di Westeros, può reggere un assedio per mesi o addirittura anni, se ben fornita.
Si dice che il castello sia protetto da mura che impediscano a qualunque incantesimo di entrare.
Si affaccia sul Mare Stretto.

#### Tarth
Tarth è un'isola situata nel Mare Stretto, al largo del Continente Occidentale. È controllata dalla Casa Tarth, che governa dal castello di Evenfall Hall.
I lord di Tarth si definiscono "Stella della Sera", titolo onorifico risalente all'Alba dei Tempi.
Tarth è situata a nord-est della Baia dei Naufragi ed è considerata parte delle Terre della Tempesta.
Si dice che l'isola sia molto bella, con le sue montagne e le sue cascate, pascoli e valli ombrose: viene soprannominata "'l'isola di zaffiro" per lo splendido mare blu che la circonda.

#### Sala dell'Estate
Sala dell'Estate (Summerhall) è un castello in rovina che si trova nelle Terre della Tempesta.
Un tempo veniva usato dai Targaryen come tenuta estiva e residenza reale, finché non venne distrutto da un incendio, causato probabilmente dall’altofuoco.

### Principato di Dorne
Il Principato di Dorne (Dorne), situato all'estremo sud di Westeros e dominato dalla Casa Martell, è una zona in parte arida ed a tratti del tutto desertica, infatti è la meno popolosa dei Sette Regni. La morfologia è quella di un'estesa penisola, collegata al continente tramite una catena montuosa caratterizzata da passi facilmente difendibili.
I Dorniani si distinguono dagli uomini dell'Occidente sia a livello culturale che etnico; ciò è dovuto alla storica immigrazione di massa dei Rhoynar e il loro conseguente isolamento. I Dorniani hanno adottato molti usi dei Rhoynar, senza abbandonare però le loro origini andale, infatti i signori della casa regnante vengono ancora designati “Principi” e “Principesse”, secondo l’antica tradizione dei Rhoynar, e non Lord e Lady.
Lancia del Sole è il capoluogo e il centro politico del principato.
I Dorniani sono differenti dalle genti occidentali anche per il loro temperamento: gli uomini sono, infatti, irruenti e sanguigni, mentre le donne lascive e sensuali; i popoli occidentali pensano che siano le pietanze piccanti di Dorne ad influire sul carattere dello stesso popolo.
“Sand” è il cognome utilizzato nel principato per i figli nati bastardi.

#### Lancia del Sole
Lancia del Sole (Sunspear) è l'antica roccaforte di Casa Martell e capoluogo di Dorne. Si trova sulla costa sud-orientale del continente occidentale ed è bagnata su tre lati dal mare.
Lancia del Sole è protetta da tre massicce cinte murarie concentriche. La città che si trova all'esterno del castello, rinominata anche "città-ombra", sebbene sia la più grande di Dorne, è poco più di un paesino, se messa a confronto con le Città Libere.

#### Stelle al Tramonto
Stelle al Tramonto (Starfall) è un famoso castello di Dorne, seggio ancestrale di Casa Dayne. Si trova su un'isola nell'area occidentale delle Montagne Rosse, dove il fiume Torentine si getta nel Mare dell'Estate.
Il castello controlla il braccio occidentale di Dorne.
Secondo la leggenda, venne costruito dove il primo Dayne trovò una pietra magica dopo aver seguito una stella cadente.

#### Yronwood
Yronwood è l'antico seggio di Casa Yronwood, situato nel nord di Dorne.
Questo castello sorge all'estremità meridionale della Strada delle Ossa, strada sorvegliata dagli Yronwood per evitare l'arrivo di intrusi.

### La Valle
La Valle (The Vale), posta ad est, ospita la Valle di Arryn, dominata appunto dalla Casa Arryn, ed è una zona dove prevalgono ampie catene di montagne rocciose.
La fortezza e centro politico principale della regione è Nido dell'Aquila.
Solitamente, la Valle tende ad isolarsi dal resto dei Sette Regni: gli inverni rigidi rendono impossibile il passaggio tra le montagne e la presenza dei Clan delle Montagne, spesso in conflitto con i nobili, rendono i viaggi ancora più pericolosi.
La Valle può essere raggiunta seguendo la Strada Alta, che la collega alle Terre dei Fiumi, ed è protetta dalla Porta Insanguinata.
“Stone” è il cognome utilizzato in questa regione per i figli nati bastardi.

#### Nido dell'Aquila
Nido dell'Aquila (The Eyrie) è l'antico seggio di Casa Arryn e capoluogo della Valle. Il castello è situato tra le Montagne della Luna, a cavallo della vetta nota con il nome di Lancia del Gigante, situata a diverse migliaia di piedi dalla valle sottostante.
È considerata una fortezza impossibile da attaccare a causa della sua posizione sopraelevata.
Negli anni d'inverno, gli Arryn lasciano Nido dell'Aquila, impraticabile a causa del freddo intenso, e si rifugiano alla Porta Insaguinata.
La cima del castello si raggiunge tramite una mulattiera e si deve passare per tre forti: Pietra, Neve e Cielo.

#### Città del Gabbiano
Città del Gabbiano (Gulltown) è il più grande centro portuale della Valle di Arryn, situata sulla costa settentrionale della Baia dei Granchi, a sud-est di Nido dell'Aquila e a sud della vicina Pietra di Runa.
È la città più grande della Valle, ma è molto più piccola di Vecchia Città e Approdo del Re.
È governata dalla Casa Grafton e ospita inoltre una branca cadetta della Casa Arryn.
È un porto molto importante e un ottimo punto di accesso alla Valle. È molto importante anche come punto di sosta per navi provenienti da Approdo del Re e dirette al Nord o a Braavos.
La sua posizione strategica permette alla città di avere sempre a disposizione molte merci esotiche destinate ai porti oltre il Mare Stretto e permette anche di mantenere la Valle ben fornita quando i passi nelle Montagne della Luna sono chiusi per l'inverno.

#### Pietra di Runa
Pietra di Runa (Runestone) è l’antico seggio di Casa Royce, fedele a Casa Arryn, situato sulla costa settentrionale di una penisola a nord della Baia dei Granchi.

#### Montagne della Luna
Le Montagne della Luna (Mountains of Moon) costituiscono una catena montuosa che confina con le Terre dei Fiumi ad ovest e che circonda completamente la Valle di Arryn.
Qui le frane sono molto frequenti e le colline pedemontane sono rocciose, alte e selvagge. Le cime delle montagne sono ricoperte dalla neve e vi abitano tribù di barbari che non riconoscono l'autorità di Casa Arryn.

### L'Altopiano
L'Altopiano (The Reach), situato a sud-ovest e dominato da Casa Tyrell, possiede le terre più fertili di tutto il continente.
Il centro urbano principale è Vecchia Città, mentre il centro politico è costituito dalla fortezza di Alto Giardino.
La regione dell’Altopiano, costellata da villaggi e città, è densamente popolata.
La regione è bagnata dall’immenso fiume Mander e dai suoi affluenti, fra cui il Blueburn, il Cockleswhent e il Fiume Vino di Miele.
“Flowers” è il cognome utilizzato in questa regione per i figli nati bastardi.

#### Alto Giardino
Alto Giardino (Highgarden) è la sede della nobile Casa Tyrell, capoluogo regionale dell'Altopiano e cuore della cavalleria dei Sette Regni. Anticamente era la sede di Casa Gardener, finché Aegon il Conquistatore non sconfisse re Mern IX Gardener ed il suo esercito, interrompendo la sua stirpe. Quando, in seguito, Aegon fece marciare il suo esercito su Alto Giardino, Harlen Tyrell, attendente dei Gardener, gli consegnó il castello. Per questo atto, Aegon gli donó Alto Giardino e concesse alla Casa Tyrell il controllo dell’Altopiano. Case come i Florent, i Rowan e gli Oakheart, però, vantano antichi legami di sangue con i Gardener e per questo motivo ambiscono al castello e al controllo dell’Altopiano.
L’Altopiano è attraversato dal fiume Mander e qui la Strada del Mare e la Strada delle Rose s’incontrano, rendendolo un importante crocevia.
Il castello di Alto Giardino, cinto da mura a gradoni, racchiude boschetti, fontane, cortili ombrosi e colonnati di marmo. È pieno di cantanti, pifferai, violinisti e suonatori d'arpa. Le stalle hanno un'ottima selezione di cavalli e ci sono battelli di porto per navigare lungo il Mander. Ci sono inoltre sterminati campi di rose in fiore che si estendono fino all'orizzonte ed oltre. I frutti che crescono lì vicino includono meloni, pesche e prugne.

#### Arbor
Arbor si trova sull'omonima isola ed è una delle più ricche città dei Sette Regni. La sua ricchezza è dovuta soprattutto al famoso vino dorato esportato in tutto il mondo.
Ad Arbor regnano i Redwyne, la cui flotta è la più grande dei Sette Regni.

#### Vecchia Città
Vecchia Città (Oldtown) è una delle città più grandi, nonché la più antica, del continente occidentale. La sua origine risale infatti ai Primi Uomini, prima dell'invasione degli Andali.
È situata nell'area sud-occidentale dell'Altopiano, sulla foce del fiume Vino di Miele, che si riversa prima nello Stretto dei Sussurri e poi nel Mare del Tramonto.
Vecchia Città è famosa soprattutto perché ospita la Cittadella, sede dell'ordine dei Maestri (consiglieri, dottori, scienziati e messaggeri dei Sette Regni), e il Tempio Stellato, sede principale del Culto dei Sette Dèi prima della costruzione del Tempio di Baelor ad Approdo del Re.
Su Vecchia Città regna la nobile Casa Hightower, che risiede nella fortezza di Alta Torre, un enorme faro che si innalza per 800 piedi (poco più di 243 metri) verso il cielo, sormontato da una grande luce che può essere vista da molte miglia di distanza.

##### La Cittadella
La Cittadella (The Citadel) è il quartier generale dell'Ordine dei Maestri, studiosi che consigliano i vari signori dei Sette Regni su questioni scientifiche, mediche e storiche. Si trova a Vecchia Città, nell'Altopiano.
La Cittadella è stata fondata molti secoli fa per promuovere e aumentare l'apprendimento e la conoscenza a Westeros. È amministrata dal Conclave, il consiglio di governo degli Arcimaestri, ed è anche il luogo in cui i giovani di tutto il continente vengono istruiti per diventare Maestri.

### La Barriera
La Barriera (The Wall) è un muro artefatto alto circa 700-800 piedi (250-280 metri) di altezza e lungo circa 300 miglia.
Fatta interamente in ghiaccio, fu costruita 8.000 anni fa lungo un valico del limite nord dei Sette Regni, secondo la leggenda da Brandon Stark "il Costruttore", con l'ausilio dei giganti e della magia, dopo la Lunga Notte, per separare i regni degli uomini dai bruti e dagli Estranei.
La sua manutenzione è affidata da millenni alla confraternita dei Guardiani della Notte.
Ritenuta alla stregua di una cattedrale nel deserto dagli abitanti dei Sette Regni, si scoprirà in seguito la sua reale importanza.

### I Guardiani della Notte
I Guardiani della Notte (Night's Watch) costituiscono un antico ordine composto da uomini che si dedicano pienamente ed unicamente alla difesa della Barriera da bruti ed Estranei.
Possiedono diciannove castelli costruiti ai piedi della Barriera, ma soltanto tre di questi sono abitati e vengono utilizzati al tempo dei romanzi.
Castello nero
Castello Nero (Castle Black) è la fortezza principale dei Guardiani della Notte. È situato lungo la Barriera, tra Porta della Regina a ovest e Scudo di Quercia a est, vicino al centro della Barriera e alla fine della Strada del Re. Il villaggio di Città della Talpa è situato a una lega e mezzo di distanza verso sud, lungo la Strada del Re.
Nonostante vi siano ben 19 castelli lungo la Barriera, solo tre sono ancora presidiati e Castello Nero è uno di questi, mentre gli altri due sono Torre delle Ombre e Forte Orientale. Una volta il castello ospitava più cinquemila uomini, ma ora ce ne sono solo seicento.
Torre delle Ombre
Torre delle Ombre è uno dei tre castelli lungo la Barriera che sono ancora abitati dai Guardiani della Notte: è situato vicino alle montagne all'estremità della Barriera. Si trova a ovest del Bastione Sentinella e a est del Ponte del Forte Occidentale. Il comandante in carica è ser Denys Mallister e il maestro è Mullin.
Forte Orientale
Forte Orientale (Eastwatch-by-the-Sea o Eastwatch) era il castello più a oriente di tutta la Barriera, situato sulla costa grigia e battuta dal vento affacciata sulla Baia delle Foche. Nei pressi del castello vivono dei pescatori e appena a ovest c'è Guardia Verde. Alcuni bruti effettuano scambi commerciali con i Guardiani della Notte al Forte Orientale.
Il comandante del Forte Orientale era Cotter Pyke e il maestro è Harmune. I Guardiani della Notte avevano alcune galee ancorate al Forte, tra cui grandi vascelli in grado di attraversare il Mare Stretto e veloci navi da combattimento. Le navi controllano la Baia delle Foche e uno dei compiti è fermare i contrabbandieri che cercano di vendere armi ai bruti. Tra le navi ancorate al Forte Orientale ci sono la Artiglio, la Uccello Nero, e la Corvo della Tempesta.

#### Città della Talpa
Città della Talpa (Mole's Town) è un villaggio che si trova nei pressi del Castello Nero. È situato lungo la Strada del Re, all'interno dei territori del Dono di Brandon, mezza lega a sud della Barriera.
Il villaggio è più grande di quello che sembra: tre quarti di esso, infatti, sono situati sottoterra, in cantine profonde, calde e umide, collegate tra loro da un labirinto di tunnel. C'è anche un bordello, che in superficie appare soltanto come una baracca non più grande di una latrina. Spesso, i confratelli dei Guardiani della Notte si recano a Città della Talpa per scovare “tesori sepolti”, ovvero per approfittare dei servizi delle prostitute.

### Le Terre dell'Eterno Inverno
All'Estremo Nord del continente occidentale si trovano le cosiddette Terre dell'Eterno Inverno (Lands of Always Winter), perlopiù inesplorate e separate dal resto del territorio dalla Barriera.
In questa zona sono presenti esseri sovrannaturali come i giganti, gli Estranei, i Figli della Foresta, i meta-lupi, le pantere-ombra e popolazioni umane come i bruti (che si definiscono Popolo Libero).

#### Aspra Dimora
Un tempo, Aspra Dimora (Hardhome) era un villaggio di pescatori bruti del Popolo Libero situato oltre la Barriera, in una baia riparata lungo il Mare dei Brividi, situata all'estremità della grande penisola nota come Promontorio di Storrold. Attualmente è disabitato.

#### Pugno dei Primi Uomini
Il Pugno dei Primi Uomini (Fist of the First Men) è una collina che si trova a nord oltre la Barriera, dove si è svolta la Battaglia del Pugno dei Primi Uomini.
È sormontata da un anello di imponenti monoliti di pietra, costruito dai Primi Uomini nell'Età dell'Alba. Parti dell'anello di pietra sono ancora in piedi al giorno d’oggi.
Il Pugno si trova vicino al Fiumelatte, immerso nella Foresta Stregata.
La collina offre una visuale maestosa, con pendici pericolose a nord e ad ovest e altre, solo leggermente meno perigliose, ad est.
Ai piedi della collina si trova un ruscello.

#### Foresta Stregata
La Foresta Stregata (Haunted Forest) è un ampio bosco sito nei territori oltre la Barriera.
Il Popolo Libero dei bruti vive nella Foresta Stregata, chiusa ad ovest dalle montagne denominate Artigli del Gelo e ad est dal Mare dei Brividi e dalla Baia delle Foche. A nord di essa iniziano le Terre dell'Eterno Inverno, mai mappate.
Nella Foresta Stregata si trovano molti tipi di alberi, tra cui alberi-ferro, sentinelle, querce e alberi-diga. Inoltre, è l'unico luogo conosciuto in cui è possibile trovare due o più alberi-diga insieme nella stessa area.
Il bosco viene chiamato "Foresta Stregata" dai confratelli dei Guardiani della Notte che, per abitudine, un tempo tagliavano tutti gli alberi nel raggio di mezzo miglio dalla Barriera. Poiché il numero dei confratelli è progressivamente diminuito nel corso degli anni, gli alberi hanno ricominciato a crescere più vicini al colossale muro di ghiaccio, tranne in prossimità dei fortini abitati dai confratelli.

## Essos
Essos, il continente orientale, è più ampio di Westeros. Inizialmente era collegato ad esso mediante una lingua di terra detta “Braccio di Dorne”, distrutta, poi, dai Figli della Foresta con la magia, per impedire ad altri popoli stranieri di giungere a Westeros, dopo l'invasione dei Primi Uomini. 
A Westeros, questo continente viene menzionato con termini come "al di là del Mare Stretto" o "il continente orientale". 
Essos ha un ruolo secondario nei romanzi, poiché lì sono ambientate quasi esclusivamente le sole vicende di Daenerys Targaryen. 
La costa settentrionale del continente è separata dalla calotta polare dal Mare dei Brividi. A sud, oltre il Mare d'Estate, si trova il Mare di Giada e il continente inesplorato di Sothoryos. 
Essos è dominato dalle Montagne delle Ossa e dal Krazaaj Zasqa, una catena montuose che separa longitudinalmente la metà occidentale, più conosciuta dagli abitanti del continente occidentale, da quella orientale, più esotica e meno conosciuta. 
In estremo oriente, si trovano le zone misteriose delle Terre delle Ombre, le quali si dice siano abitate da demoni. 

### Il mare di Giada
Il Mare di Giada (Jade Sea) è un grande specchio d'acqua nell'estremo est di Essos. La sua estremità occidentale si collega al Mare dell'Estate allo stretto di Qarth. Diverse regioni principali sono bagnate dalle sue coste: viaggiando verso est da Qarth, una nave raggiungerà le grandi città di Yi Ti, e oltre a ciò, alla fine raggiungerà la città proibita di Asshai.
È conosciuto come un luogo esotico e la fonte di preziosi beni commerciali, come rare spezie e sete, ma pochi uomini di Westeros viaggiano mai ad est di Qarth per raggiungerlo. La rotta commerciale da Westeros al Mar di Giada è molto lunga e pericolosa, che dura due anni di andata e ritorno, e solo le navi mercantili più robuste e intraprendenti osano compiere il viaggio. Anche così, molti commercianti (e contrabbandieri) sognano di risparmiare abbastanza risorse per fare il giro del commercio intorno al Mar di Giada, poiché mentre è lungo, i profitti del suo completamento con successo permetteranno a un commerciante di vivere in modo ricco e confortevole per tutta la vita.

### Le Città Libere
Sulla costa occidentale di Essos sono presenti nove città stato, dette "Città Libere". Tutte sono importanti centri di scambio culturale e, soprattutto, commerciale tra Westeros ed Essos.
All’inizio nacquero come colonie dell’Antica Valyria, per poi ottenere la libertà dalla Libera Fortezza, a seguito del Disastro.

#### Pentos
Pentos è una delle Città Libere più importanti, è un grandissimo centro di scambi commerciali ed è caratterizzata da un'architettura in mattoni rossi e grandi torri quadrate.
Il capo della città è un principe scelto da un consiglio di magistri che, di fatto, governa la città. Quando i cittadini credono di essere sottoposti all'ira degli dèi, però, il principe viene sacrificato per poi sceglierne uno nuovo.
Qui la schiavitù è teoricamente fuori legge, ma i membri dell'aristocrazia hanno la possibilità di avere schiavi al loro servizio.
Uno degli edifici più importanti è il Tempio Rosso, dedicato al Dio R'hllor.

#### Braavos
Braavos fu l'unica delle nove Città Libere a non essere nata come colonia di Valyria, infatti è stata fondata da schiavi fuggiti all'egemonia valyriana e guidati in quei luoghi nascosti dai Cantori della Luna, che si sono stabiliti nella laguna nel tentativo di trovare un posto che li tenesse al sicuro dai draghi.
Braavos è una città marinara distribuita in piccole isole ed è la sede degli Uomini Senza Volto, setta venerante il Dio dai Mille Volti.
Il porto della città si trova in una baia a cui si accede mediante un canale difeso dal Titano di Braavos, una statua che funge anche da faro.
La cultura di questa città è fortemente marinara e le sue navi sono facilmente riconoscibili per via del loro caratteristico colore viola.
A Braavos vi sono forti flussi di denaro che hanno portato alla comparsa di parecchi usurai.
La Banca di Ferro di Braavos è una delle più ricche e presta denaro anche ai Sette Regni.
La cultura di Braavos ha generato uno stile di combattimento con la spada unico al mondo, chiamato la “Danza dell'Acqua”: questo stile è una forma raffinata di scherma, nel quale, chi la pratica, si posiziona lateralmente ed usa una spada piuttosto sottile. Data la particolarità di questa disciplina, i "danzatori dell’acqua" devono essere snelli e longilinei.
Il governatore della città è chiamato "Signore del Mare di Braavos" ed ha come guardia del corpo "La Prima Spada di Braavos", ovvero il miglior spadaccino della città. Il titolo non è ereditario, infatti, quando un Signore del Mare muore, viene scelto un suo successore.
Uno dei migliori spadaccini di Braavos è Syrio Forel, il quale diverrà l'insegnante di scherma di Arya Stark.
«E da quel cuore liquido si ergeva la città vera e propria, un grande labirinto di cupole e torri e ponti, grigi, oro e rossi»
La peculiarità architettonica e topologica della città, unita alla tradizione marinaresca propria dei suoi abitanti, induce a pensare che Martin abbia tratto ispirazione da una città reale, non meno suggestiva di quella da lui descritta nella finzione: Venezia. I ponti di pietra dalle arcate istoriate che attraversano la fitta rete di canali della città - canali sulle cui sponde si aprono le imboccature di altri canali più piccoli - non possono non richiamare la magnificenza delle celebri vie d'acqua della Serenissima, mentre le barche affusolate, simili a serpenti d'acqua, con le teste dipinte e le code sollevate, spinte a mezzo di lunghi pali da uomini piazzati a poppa, sembrano a tutti gli effetti la trasposizione letteraria di un'altra istituzione tipicamente veneziana: la gondola. A questo si aggiunge la prosperità economica e l'autonomia politica di Braavos, forse uno specchio di quella che fu la Serenissima Repubblica di Venezia.

#### Lys
Come Braavos, la città di Lys è situata su una serie di isole; si trova a sud-est rispetto a Tyrosh e ad ovest rispetto a Volantis.
Lys è famosa per gli alchimisti che lavorano nella città, i quali si ritiene siano anche produttori di veleni, tra cui quello letale noto come “Lacrime di Lys”, utilizzato nei romanzi per uccidere Jon Arryn.
Questa città è anche conosciuta per i suoi bordelli e per le sue scuole di piacere per schiavi.
Una delle principali caratteristiche dei suoi abitanti è l'attenzione per la cura del proprio corpo, a differenza della maggior parte delle altre città libere, in cui l'aspetto non è considerato molto importante; per cui, tra i nativi di Lys, è abitudine arricciare e profumare i capelli, grazie all'uso di profumi ed unguenti.
Gli occhi blu e i capelli biondi (anche nella sfumatura più tendente al bianco) sono tratti comuni tra le persone native di Lys.
Da questa città proviene Varys, il Ragno Tessitore.

#### Qohor
La città libera di Qohor si trova nella vasta Foresta di Qohor.
È nota per i suoi arazzi pregiati e per i suoi fabbri, che sono gli unici a saper riforgiare l'Acciaio di Valyria. Anche i suoi legni, provenienti dalla foresta che la circonda, sono molto pregiati.
Qui viene venerato un dio detto "il Capro Nero" che, probabilmente, corrisponde al Dio dai Mille Volti degli Uomini Senza Volto.
Assieme a Norvos, Qohor è l'unica delle Città Libere a non avere sbocchi sul mare.
La città è famosa per la sua immensa guarnigione di Immacolati, che la difendono da secoli.

#### Norvos
Insieme a Qohor, Norvos è l'unica città libera a non avere sbocchi sul mare, infatti si trova lungo un affluente del fiume Rhoyne, che corre lungo la strada dell'Antica Valyria.
Dà alloggio ai viaggiatori, soprattutto carovanieri, che viaggiano tra Pentos e Braavos.
La sua struttura è costituita da vari piccoli borghi situati nelle valli che circondano la città principale e da una parte interna che si trova più in alto, sulle colline.
La città dispone di tre grandi campane, ognuna dal suono diverso, che vengono suonate spesso.
La caratteristica principale dei suoi abitanti sono i lunghi baffi tinti.
La città è governata da un consiglio che è noto per rendere omaggio al passaggio dei vari khalasar Dothraki.
Norvos, inoltre, è la culla di un ordine religioso militante conosciuto con il nome di Preti Barbuti, che addestrano le guardie cittadine, oltre ai loro adepti (che siano giovani venduti dalle loro famiglie, trovatelli o volontari). L'ordine è caratterizzato da un'ascia incisa a fuoco sul petto dei vari adepti.

#### Myr
Myr è una città costiera, famosa per i suoi tessuti di pizzo e per i tappeti molto pregiati, oltre che anche per il prezioso "vetro di Myr". 
Gli abitanti della città sono caratterizzati da pelle ed occhi scuri. 
È situata in un golfo chiamato Mare di Myrth, che fa parte del Mare Stretto. 
Da Myr proviene il prete rosso Thoros di Myr, un personaggio importante all’interno della saga. 

#### Tyrosh
Tyrosh è tristemente nota per la sua avarizia e infatti qui i commercianti di schiavi sono molto diffusi. Famosa è anche una bevanda tipica: il distillato di pere.
Tyrosh è anche un apprezzato centro per l'assunzione di mercenari.
La città dispone di una grande varietà di bordelli, nonostante non siano rinomati come quelli di Lys.
Gli armaioli di Tyrosh sono rinomati per le loro armature decorate con forme fantastiche.
La città è spesso coinvolta in conflitti con le altre città vicine.
I Tyroshi, spesso e volentieri, portano la barba e i baffi a punta biforcuta, entrambi tinti in colori vivaci.

#### Volantis
La più meridionale delle Città Libere, si trova molto vicino alla Baia degli Schiavisti e, quindi, il commercio degli schiavi è un pilastro importante per la sua economia. 
Considerata la "prima e più grande figlia di Valyria", Volantis è la più popolosa di tutte le Città Libere, con un sistema di governo basato su un triumvirato eletto di volta in volta. I membri del triumvirato sono chiamati tribuni e da secoli appartengono a due fazioni: le tigri (più guerrafondaie) e gli elefanti (con un'ideologia più mercantile e pacifista). Durante la narrazione dei libri, il potere è detenuto dagli elefanti, che lo conquistarono parecchie decine di anni prima, dopo secoli di dominio delle tigri. Negli ultimi libri della saga si stanno verificando le elezioni, un evento che dura parecchi giorni ed in cui i candidati a diventare tribuno, per ottenere voti, offrono ai potenziali elettori gli intrattenimenti più disparati, da spettacoli di guitti a numerose schiave da letto offerte ai passanti. Da notare che non tutti gli abitanti possono votare, ma solo alcuni, e distribuiti principalmente in una parte della città. 
I mercenari di Volantis sono spesso riconoscibili dalle loro facce tatuate. Questo perché a Volantis il commercio degli schiavi è florido ed è molto usuale che un abitante di questa città contrassegni i suoi schiavi e servi con tatuaggi; i tatuaggi, infatti, indicano il ruolo che quello schiavo svolge all’interno della città (ad esempio lacrime sulle guance per gli schiavi del piacere, fiamme sulle guance per gli schiavi sacerdotali di R’hlorr, mosche sulle guance per gli schiavi che si occupano della pulizia delle strade, ecc.). 

#### Lorath
Lorath è una città portuale situata su un arcipelago di isole.
I suoi abitanti portano lunghi capelli tinti di rosso da un lato e bianco dall'altro.
Nei romanzi viene menzionata molto raramente e pare sia una città molto povera.

### Rhoyne
La Rhoyne è uno dei fiumi principali del continente orientale. Sulle sue sponde vivono i Rhoynar, una popolazione figlia della Grandissima Madre, che basa la sua vita e i suoi bisogni sulle risorse che trae dal fiume.
Settecento anni prima della Guerra di Conquista di Aegon Targaryen, i Rhoynar vennero sconfitti dall'Impero di Valyria. La principessa Nymeria guidò allora i sopravvissuti, a bordo di diecimila navi, fino a Dorne, nel continente occidentale. Di conseguenza, sono pochi i Rhoynar rimasti a vivere lungo il fiume: queste persone mantengono però le antiche tradizioni religiose, nel quale il fiume ha uno stato divino e viene chiamato "Madre Rhoyne".

#### Chroyane
Chroyane è una città in rovina di origine rhoynar, situata a sud delle Anse Dolenti (un tratto del fiume molto nebbioso e abitato dagli Uomini di Pietra, ovvero i malati di morbo grigio) e dei Campi Dorati.
Un tempo era soprannominata "la città delle feste" ed era la città più ricca e più bella lungo le rive del fiume, ma ad un certo punto del passato cadde in rovina, probabilmente durante l'epoca delle guerre tra i Rhoynar e l'Impero di Valyria.
Da migliaia di anni, le leggi non hanno alcun valore nelle Anse Dolenti e i pirati tendono a vagare indisturbati nel tratto della Rhoyne a nord di Chroyane, anche se non osano avventurarsi nelle rovine della città.

### Mare Dothraki
Il Mare Dothraki (in lingua dothraki Havazhofi Hranni) è una zona erbosa di Essos caratterizzata da sterminate praterie, nelle quali vive il popolo Dothraki.
Occupa quasi tutta la parte centrale di Essos. Confina ad oriente con le Montagne delle Ossa e le Kraazaj Zasqua, mentre a sud-est con la Desolazione Rossa. A meridione è delimitato dalle Montagne Dipinte, che lo separano dalla Baia degli Schiavisti e dal fiume Skahazadhan.
Salvo che per Vaes Dothrak, non ci sono strade o città, e le poche che vi sono son quelle in rovina.
Questa zona viene chiamata "mare" poiché l'erba, oscillando al vento, ricorda il movimento delle onde del mare. La vegetazione è erbosa, composta da centinaia di erbe di tipi diversi.

#### Vaes Dothrak
Vaes Dothrak è l'unica città conosciuta del popolo nomade dei Dothraki. Si trova al di là del Mare Dothraki, alle pendici della montagna definita "Madre di tutte le Montagne", nei pressi del Grembo del Mondo, il lago sacro dei Dothraki, da dove si crede sia fuoriuscito il primo uomo, insieme al primo cavallo. I Dothraki la considerano la loro città sacra.
Nonostante sia una delle più estese città del Mondo delle Cronache del ghiaccio e del fuoco, Vaes Dothrak non è considerata tale, poiché non ha veri e propri abitanti. Questo si spiega dal fatto che i Dothraki sono un popolo nomade e quindi la maggior parte delle abitazioni è vuota. Secondo la leggenda, però, la città deve essere pronta ad ospitare ogni khalasar che alla fine dei tempi accorrerà per riunirsi al popolo Dothraki. Gli unici abitanti permanenti sono le anziane del Dosh Khaalen, le khaalesi rimaste vedove che fanno profezie, ed i loro schiavi.
Essendo una città sacra, il perimetro non è protetto da mura. Tuttavia, la città ha un portale d'ingresso: un'arcata a sesto acuto, formata da due stalloni di bronzo che si incontrano a vari metri di altezza, sopra la strada d'accesso. Dopo il portale, l'ampia striscia erbosa che attraversa la città prende il nome di "Strada degli Dèi". Ai suoi lati sono ammucchiate statue e monumenti rubati a uomini più dotati; vi sono due mercati e i principali luoghi sacri dei Dothraki. Alla sua fine si trova il "Grembo del Mondo" e la "Madre di tutte le Montagne", ai cui piedi risiede il Dosh Khaalen.
La città è formata da un reticolato di strade erbose o fangose, sulle quali si affacciano tutti gli edifici, costruiti da schiavi Dothraki.
Come precedentemente detto, la città dispone di due mercati: il Mercato Orientale e quello Occidentale. Il Mercato Occidentale è una sorta di Bazar, dove i mercanti provenienti dalle Città Libere vendono le proprie merci. Ha luogo in una piazza di terra battuta, circondata da fango cotto e recinti di animali. Nel Mercato Orientale, invece, arrivano mercanti provenienti da est, dai quali si possono acquistare merci rare o anche animali rari, come ad esempio le manticore.
La principale legge di Vaes Dothrak è: “Nella città sacra, tutti i khalashar sono uniti in uno. Non si può entrare con armi e non si può versare neanche una goccia di sangue altrui”. Per proteggersi vengono usate delle resistentissime fruste di cuoio, che si arrotolano attorno al collo e stendono a terra le persone che infrangono la legge o che scatenano una rissa. Queste persone vengono successivamente rilasciate o portate al di fuori del perimetro della città, per essere uccise a seconda del crimine compiuto.
Una delle poche persone che sono morte all'interno della città sacra è Viserys Targaryen, che è stato ucciso da Khal Drogo, il quale gli ha versato sul capo dell'oro fuso. Se non fosse stato ucciso, sarebbe stato comunque bandito dalla città, poiché portava una spada.

### Baia degli Schiavisti
La Baia degli Schiavisti è una regione geografica e culturale del continente orientale, in cui rifiorì la civiltà dei Ghiscari, dopo la distruzione di Valyria, che aveva sottomesso Vecchia Ghis.
Attualmente, è il cuore del commercio di schiavi a livello globale e conta tre città: Astapor, Yunkai e Meereen.

#### Astapor
Città di origine Ghiscari, è posta sulla costa sud-orientale della Baia degli Schiavisti, alla foce del fiume Verme.
La città è famosa per l'addestramento dei celebri Immacolati.
È soprannominata la città "rossa" ed è governata da nobili, detti Buoni Padroni, appartenenti alle otto famiglie più ricche della città.

#### Yunkai
Città di origine Ghiscari, è posta su un promontorio al centro della costa orientale della Baia degli Schiavisti.
È detta la città “gialla” ed è governata da nobili, detti Saggi Padroni.
Dispone di un esercito di circa cinquemila unità, tutti schiavi.

#### Meereen
Città di origine Ghiscari, è situata nell'angolo nord orientale della Baia degli Schiavisti, alla foce del fiume Skahazadhan.
È la più grande delle tre città schiaviste ed anche la più bella dal punto di vista architettonico, con la Grande Piramide che sovrasta tutto e che funge da sede del governo.
È governata dai Grandi Padroni, componenti delle principali famiglie schiaviste di Meereen, ed i suoi abitanti più ricchi vivono in costruzioni piramidali.

### Penisola di Valyria
La Penisola di Valyria è una penisola situata a sud di Essos, che si affaccia sul Mare dell'Estate.
Anticamente era un'unica striscia di terra ma, dopo il Disastro (una serie di eruzioni vulcaniche, terremoti e maremoti avvenuti cento anni prima della conquista di Westeros da parte di Aegon I Targaryen), essa si è divisa: la parte settentrionale, ancora attaccata al continente, è occupata dalle terre della Lunga Estate, mentre della parte meridionale rimangono solo alcune isole semisommerse nel Mare Fumante.

#### Valyria
Valyria è una città ormai ridotta in rovina, situata sui resti dell'omonima Penisola che fu sede di un grande impero, chiamato Libera Fortezza di Valyria.
Per secoli la città è stata governata dai Signori dei Draghi, in particolar modo da quaranta case rivali, che si contendevano spesso il potere. Casa Targaryen, tuttavia, all’epoca non veniva considerata una casata potente o influente.
La Fortezza di Valyria conquistò l'Impero dell'Arpia di Vecchia Ghis, ad est, e stabilì lì le sue colonie. Fu però distrutta, come la parte meridionale della penisola, dal Disastro.

### Desolazione Rossa
La Desolazione Rossa (Red Waste) è un enorme deserto che occupa parte del sud-est di Essos, chiamato così per il suo caratteristico colore rosso.
Qui non ci sono fiumi ed il territorio è molto arido. Vi si possono trovare antiche rovine, nelle quali, secondo alcuni, vivrebbero dei demoni.
Le specie animali e vegetali sono praticamente assenti.

### Qarth
Qarth, città leggendaria situata oltre la Desolazione Rossa, si affaccia sullo stretto che porta al Mare di Giada. Essa è la sede di leggendari stregoni ed è molto ricca di mercanti, poiché funge da porto per commerciare ad occidente i prodotti orientali, rendendola così un importantissimo centro per i commerci.
L'architettura è piuttosto variegata: molti dei suoi edifici sono dipinti nei toni del rosa, viola e terra d'ombra. Le sue strade sono piene di statue di bronzo e le fontane sono scolpite in modo da ottenere i profili di creature fantastiche.
È uno dei più grandi porti del mondo conosciuto.
Sempre a Qarth, esiste un antico ordine di stregoni, gli Eterni. Questi usano bere l'Ombra della Sera, una bevanda che dovrebbe acuire i sensi e le capacità mentali e che, pian piano, colora le loro labbra di blu.
Qarth è un grande snodo commerciale, mercanti di ogni nazionalità vi approdano spesso e volentieri. Molto diffuso è lo schiavismo, infatti vi sono solidi rapporti con le città della Baia degli Schiavisti.
Qarth è governata dai Superni, anche se altre potenti corporazioni, come i Tredici, la Fratellanza della Tormalina e l’Antico Ordine degli Speziali, cercano di guadagnarsi un loro spazio all’interno del governo della città.

### Terra delle Ombre
La Terra delle Ombre è una penisola montuosa situata nell'estremo sud-est del continente di Essos.
La penisola funge da spartiacque tra il Mare di Giada e gli Stretti di Cannella.
Il fiume Ash viaggia dalle Montagne del Mattino al Mare di Giada, principalmente attraverso la Valle delle Ombre, una valle stretta e con scogliere così alte che si dice sia sempre in ombra, tranne a mezzogiorno.
Si dice che demoni e draghi siano tra le creature che dimorano nelle caverne delle scogliere situate tra le montagne.
Antichi racconti di Asshai affermano che i draghi nacquero per primi nell'Ombra e che furono poi domati da un popolo così antico da non avere nome.
Secondo Illyrio Mopatis, le uova di drago pietrificate e donate a Danearys vengono dalla Terra delle Ombre.

#### Asshai
Asshai delle Ombre è una città leggendaria situata nella Terra delle Ombre. Dietro le sue mura di dimensioni gigantesche potrebbe esserci spazio per contenere Volantis, Qarth, Approdo del Re e forse anche Vecchia Città.
È la città natale di Melisandre ed è conosciuta in tutto il mondo per le pratiche magiche ed esoteriche che comprendono anche la stregoneria.
Qui si parla una lingua diversa da quella parlata nel resto di Essos, che non deriva dall'Alto Valyriano.
Nella città sono conservati molti volumi e segreti legati alle arti esoteriche, tra cui alcuni libri su Azor Ahai e sulle le profezie a lui legate. Molti dicono che la magia viene praticata liberamente anche nelle strade.
Asshai è inoltre la culla del culto di R'hllor, il Signore della Luce.

### Altri luoghi
- Vecchia Ghis è una città ormai ridotta in rovina. Si trovava sulla costa orientale del Golfo della Sofferenza e fu sede di un impero avversario di quello di Valyria, fondato 5.000 anni fa da Grazdan il Grande. Il suo simbolo era quello dell'Arpia, che venne trasmesso in seguito alle città schiaviste, sorte sulle rovine dell'Impero di Ghis; infatti, i discendenti dei Ghiscari fondarono molte città nella zona.
- Nuova Ghis è una città di origine Ghiscari, sorta su di una piccola isola del Mare dell'Estate. Non si conosce praticamente niente di essa, tranne alcune notizie che ci giungono durante l'assedio di Meereen. Infatti, la città aiuterà Yunkai nella guerra contro Deanerys Targaryen.
- Lhazar è un’area semidesertica situata a sud del Mare Dothraki ed abitata dai Lhazareen, un pacifico popolo di pastori e commercianti di lana, caratterizzati da pelle color bronzo, viso piatto e occhi a mandorla. Venerano una divinità chiamata Grande Pastore e sono chiamati “Uomini Agnello” dai Dothraki.
- Ibben è una grande isola che si trova nel Mare dei Brividi, a nord del continente orientale. La sua città principale è il Porto di Ib, situato sulla parte meridionale dell'isola. Gli abitanti di Ibben sono descritti come uomini bassi, pelosi e squadrati, che in battaglia amano usare asce e scudi ricoperti di pelliccia. Sono anche abili balenieri e sono soliti esportare pelle e carne di balena in tutto il mondo.
- Yi Ti è una regione del continente orientale situata ad est di Qarth e delle Montagne delle Ossa. Si dice che nelle sue foreste vi vivano dei basilischi. Gli abitanti di Yi Ti hanno gli occhi chiari e indossano cappelli con code di scimmia. Yi Ti è dominata solo formalmente da un Dio-Imperatore, il cui potere è limitato alla città in cui risiede.

## Stepstones
Le Stepstones formano un arcipelago situato tra Westeros ed Essos, a cavallo tra il Mare Stretto e il Mare dell'Estate.
Le molte isole che compongono l’arcipelago sono ciò che resta del Braccio di Dorne, una striscia di terra che un tempo collegava i due continenti, attraverso il quale i Primi Uomini passarono da Est ad Ovest. Secondo la leggenda, il Braccio di Dorne venne poi sommerso dalle acque grazie alla magia dei Figli della Foresta, durante la millenaria guerra che contrappose le due specie.
Da sempre infestate da pirati che minano le rotte commerciali per i porti occidentali, le Stepstones sono state al centro di aspre contese, prima tra le città libere di Myr e Lys e poi tra la Triarchia (formata da Myr, Lys e Tyrosh) e le flotte di Westeros.

## Isole dell'Estate
Le Isole dell'Estate (Summer Isles) sono un arcipelago posto a sud di Westeros ed Essos e ad ovest di Sothoryos, nel Mare dell'Estate.
Gli abitanti di tali isole hanno la pelle scura e usano decorarsi i vestiti e il capo con piume colorate.
Le isole intraprendono frequenti scambi commerciali con gli altri continenti. Tra i prodotti esportati vi sono un vino liquoroso color ambra, uccelli addestrati a pronunciare parole e brevi frasi e mantelli piumati ornamentali.
Sono governate da principi e il loro principale insediamento è il Porto del Loto, situato sull'isola di Walano.
I suoi abitanti costruiscono navi modellate a forma di cigno.

## Sothoryos
Sothoryos è il terzo continente rivelato, che si estende a sud di Essos.
Di Sothoryos si sa solo che è abitato da popolazioni dalla pelle scura e che è ricoperto da giungle infestate da feroci animali esotici e da pericolose malattie.
Lungo la costa nord si trovano molte isole, tra le quali l'Isola delle Lacrime, l'Isola dei Rospi e le Isole del Basilisco, presumibilmente chiamate così per le creature che vi dimorano, abitate per lo più da pirati e schiavisti.
L'Isola dell'Ascia e l'Isola di Naath si trovano al largo delle suddette coste. Gli abitanti dell'Isola di Naath sono un popolo pacifico, che si ciba di frutta e non di carne; hanno visi d'ebano, occhi dorati e adorano il Signore dell'Armonia, che protegge l'isola dalle invasioni, facendo sì che tutti gli invasori si ammalino e muoiano. Ciò non ha però impedito incursioni da parte di schiavisti, che hanno reso i suoi abitanti perfetti schiavi per la vendita ad Essos. Missandei, ad esempio, è una schiava che proviene dall'Isola di Naath.

## Ulthos
Ulthos è il quarto continente conosciuto del mondo delle Cronache del ghiaccio e del fuoco. Non è mai stato citato nei romanzi e appare solo in una delle mappe di The Lands of Ice and Fire.
Di questo continente si sa solo che si estende ad est di Sothoryos e a sud di Asshai e della Terra delle Ombre e che è coperto da fitte foreste.